# Bourse de Saint-Étienne

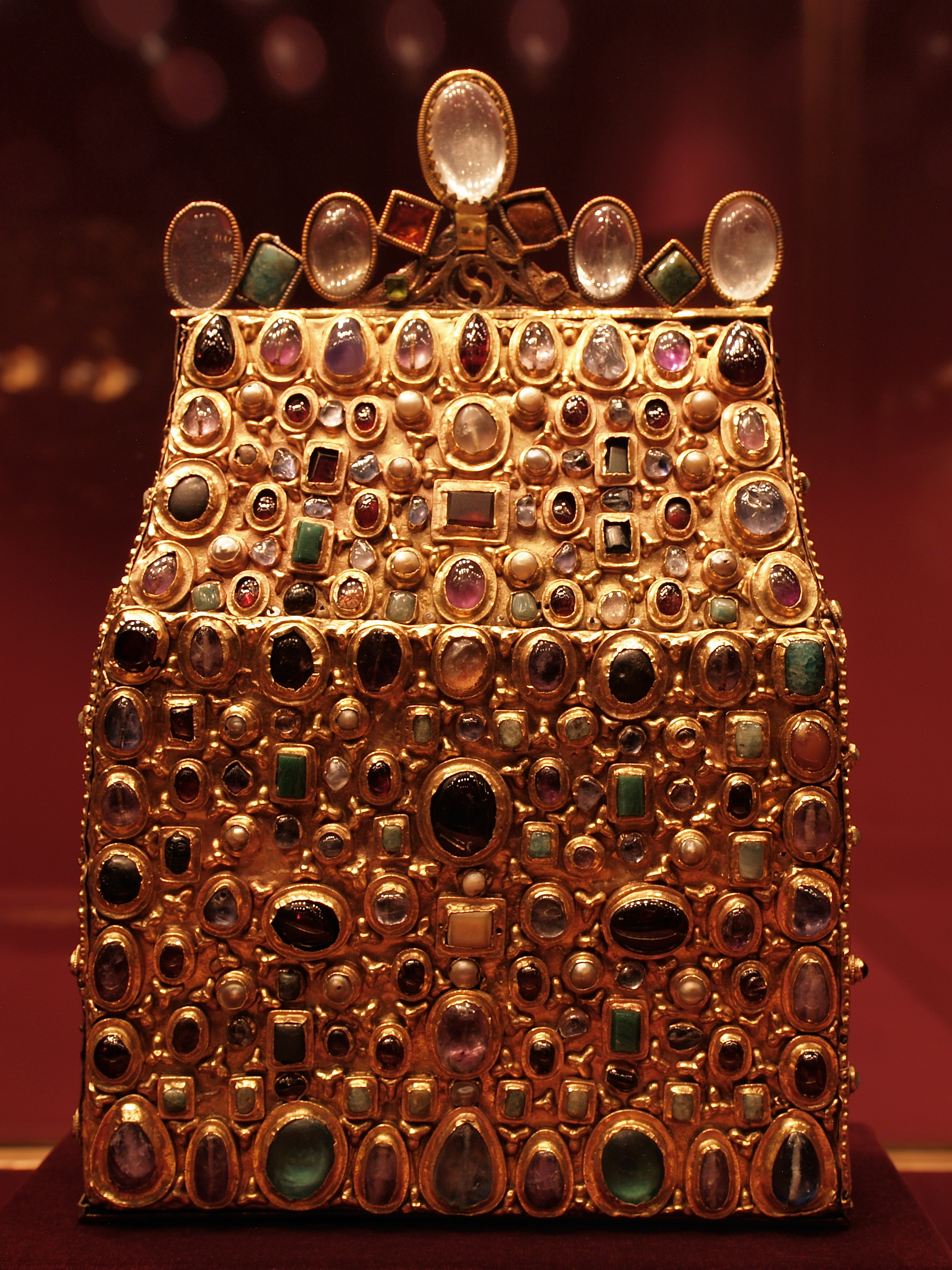
La bourse de Saint-Étienne, conservée à Vienne.

La Bourse de Saint-Étienne est une des regalia du Saint-Empire romain germanique conservées dans Trésor impérial de la Hofburg à Vienne.